# 1,2-Dibromoetano
1,2-Dibromoetano, também conhecido como brometo de etileno (EDB, do inglês ethylene dibromide), é o composto químico com a fórmula BrCH2CH2Br. Embora traços ocorram naturalmente nos oceanos, onde é formado provavelmente por algas e laminariales, é principalmente um composto sintético. Este líquido incolor possui um odor doce, detectável a 10 ppm, é um fumigante amplamente usado e algumas vezes controverso.

## Preparação e estrutura
É manufaturado pela reação de etileno com bromo, numa clássica reação de adição de halogênio:
CH2=CH2  +  Br2  →  BrCH2CH2Br

## Usos
O principal uso, que hoje está em decadência, é como aditivo em gasolina contendo chumbo.1,2-dibromoetano reage com o chumbo presente na gasolina para gerar brometos de chumbo voláteis.tem sido usado como pesticida no solo, e em várias culturas. As aplicações foram iniciadas depois da retirada forçada do 1,2-dibromo-3-cloropropano. A maioria destes usos foram parados nos Estados unidos, porém continua sendo usado como fumigante no tratamento de toras contra formigas e besouros, no controle de traças em colmeias e na preparação de corantes e ceras.
1,2-dibromoetano é usado em síntese orgânica como uma fonte de bromo, por exemplo, para brominar carbânions e ativar magnésio em certos reagentes de Grignard .no processo mais recente, 1,2-dibromoetano é convertido em brometo de magnésio e etileno, expondo a parte recentemente cortada ao substrato.
historicamente, 1,2-dibromoetano como um aditivo antidetonante em combustíveis contendo chumbo.

## Efeitos à saúde
Os efeitos em pessoas respirando altos níveis de 1,2-dibromoetano são desconhecidos, porém estudos em animais mostram que exposição a curto prazo e a elevados níveis de 1,2-dibromoetano causaram depressão e prostração, indicando efeitos no cérebro.
Vermelhidão e inflamação, incluindo bolhas na pele e boca, e úlceras no estomago podem ocorrer se grandes quantidades forem engolidas. Por via oral, doses de 40 ml podem causar morte. É muito improvável que haja risco de morte em pessoas se a exposição for a baixos níveis.
Entretanto, pouco se sabe sobre os efeitos da inalação de 1,2-dibromoetano por um longo período de tempo, alguns operários masculinos sofreram efeitos reprodutivos, incluindo danos ao esperma.
Em ratos, houve morte depois de aspirar altas concentrações por um curto período de tempo.níveis mais baixos causaram danos nos rins e figado. Quando ratos inalaram ar ou comeram comida contendo 1,2-dibromoetano, tiveram sua fertilidade reduzida ou apresentaram anomalias no esperma.
Mudanças no cérebro e comportamento também foram vistos em ratos jovens cujo pai inalou 1,2-dibromoetano, e foram observados defeitos de nascença em ratos cuja mãe foi exposta quando estava grávida.Desconhece-se o fato de que 1,2-dibromoetano cause defeitos de nascença em humanos.
É um carcinógeno conhecido, no ranking dos níveis de exposição pré 1997 é como a substância mais carcinogênica no índice HERP.

## Azeótropos
Forma azeótropos a 55% de concentração com ácido acético e ponto de ebulição de 114.40°C, e a 44% com 1-butanol e p.e. de 114.80°C.